# گمینا اوپاتوویتس
گمینا اوپاتوویتس (به لهستانی:  Gmina Opatowiec) یک گمینا در لهستان است که در شهرستان کاژمیژا واقع شده‌است. گمینا اوپاتوویتس ۶۸٫۴۱ کیلومتر مربع مساحت و ۳٬۵۹۹ نفر جمعیت دارد.